# La hoguera de las vanidades (película)
La hoguera de las vanidades (título original en inglés The Bonfire of the Vanities) es una producción estadounidense estrenada en 1990. Es una adaptación de la novela homónima de Tom Wolfe, dirigida por Brian De Palma y protagonizada por Tom Hanks, Bruce Willis y Melanie Griffith en sus principales papeles. Este largometraje narra en clave de sátira la caída de un broker, acosado por toda clase de estamentos sociales.

## Argumento
Sherman McCoy (Tom Hanks) es un poderoso corredor de bolsa que trabaja en Wall Street y al que la vida le trata bien: disfruta de su trabajo, está casado con una bella mujer y tiene una amante llamada Maria Ruskin (Melanie Griffith). Sherman y Maria se dirigen a su apartamento y, sin saber cómo, se pierden terminando en un peligroso barrio de Nueva York. Maria, asustada, atropella a un supuesto atracador, creyendo que Sherman está siendo acosado. Finalmente los dos consiguen escapar, y ya en su apartamento decidirán no denunciar el incidente. El chico, de raza negra, quedará en coma, desatando un linchamiento público por parte de líderes religiosos, aspirantes a políticos, periodistas ambiciosos y gente sin escrúpulos en general que desean aprovecharse de las circunstancias.

## Reparto
- Tom Hanks como Sherman McCoy.
- Bruce Willis como Peter Fallow.
- Melanie Griffith como Maria Ruskin.
- Morgan Freeman como el Juez Leonard White.
- Kim Cattrall como Judy McCoy.
- Saul Rubinek como Jed Kramer.
- Alan King como Arthur Ruskin.
- John Hancock como el Reverendo Bacon.
- Kevin Dunn como Tom Killian.
- Donald Moffat como Sr. McCoy.
- Barton Heyman como el Detective Martin.
- Norman Parker como el Detective Goldberg.
- Louis Giambalvo como Ray Andruitti.
- F. Murray Abraham (sin acreditar) como el Fiscal del Distrito Abe Weiss.